# Referèndum d'autonomia de Guinea Equatorial
El referèndum d'autonomia de Guinea Equatorial va ser una consulta que es va dur a terme el 15 de desembre de 1963 i en ell es va votar de forma afirmativa el començament de l'autonomia de la colònia espanyola de la Guinea Espanyola, transformant la Regió equatorial espanyola creada en 1959 en la Regió autònoma de Guinea Equatorial en virtut de la Llei d'Autonomia de Guinea Ecuatorial de 1963.
A Evinayong va realitzar campanya a favor del vot afirmatiu Bonifacio Ondó Edu, qui va acceptar tornar de l'exili després de negociar amb el governador general, Francisco Núñez Rodríguez. Durant la seva realització es produïren protestes per part de l'oposició equatoguineana als voltants d'Ebebiyín i a Estatop (prop a Niefang). Segons els resultats oficials, el 62'52% dels electors votà a favor de l'autonomia.

## Resultats
| Elecció                                   | Vots   | %     |
| ----------------------------------------- | ------ | ----- |
| A Favor                                   | 59.280 | 62'52 |
| En Contra                                 | 35.537 | 37'48 |
| Total                                     | 94.817 | 100   |
| Font: (anglès) African Elections Database |        |       |